# 颱風利奇馬
颱風利奇馬（英語：Typhoon Lekima，國際編號：1909，聯合颱風警報中心：WP102019，菲律賓大氣地球物理和天文服務管理局：Hanna）是2019年太平洋颱風季第9個被命名的熱帶氣旋，「利奇馬」一名由越南提供，意為蛋黃果。
利奇馬在為熱帶低氣壓時導致西南季風增強，造成菲律賓發生船隻翻覆事故，造成31人確認罹難和3人失蹤；之後向西北增強為聯合颱風警報中心的超級颱風，減弱後登陸中华人民共和国浙江省台州温岭市城南镇，為該省史上强度第三的登陸颱風，並在中國大陸造成56人確認罹難和14人失蹤。由於利奇馬對中國大陸地區造成的嚴重影響，該颱風名稱經2020年第52屆世界氣象組織年會決定退役，在次年第53次世界氣象組織颱風委員會會議中通過新名由「竹節草」取代。
在被2021年台风“烟花”打破纪录前，“利奇馬”是造成中华人民共和国经济損失最嚴重的台风。

## 氣象歷史
利奇馬是在七月下旬發展的季風槽內形成的第二個熱帶氣旋，在7月30日形成於菲律賓海，美國海軍研究實驗室給予熱帶擾動編號94W。
日本氣象廳在8月3日上午2時將94W升格為熱帶低氣壓，並在晚上8時發佈烈風警報，表示系統有機會在24小時內會增強為熱帶風暴，同時聯合颱風警報中心對其發出熱帶氣旋形成警報；而台灣中央氣象局亦在同日下午2時將其升格為熱帶性低氣壓。此時電腦預報路徑模擬圖的分歧頗大，預報路徑西至台灣、東至日本以東海域。雖然受中度垂直風切變影響，水溫達攝氏29度的海面無阻94W發展。8月4日上午4時，香港天文台將其升格為熱帶低氣壓，聯合颱風警報中心在7小時後將其升格為熱帶低氣壓，並給予編號「10W」，下午2時51分中国国家气象中心將其升格為熱帶低壓；半小時後日本氣象廳將其升格為热带风暴，並命名為利奇馬，給予國際編號「1909」，十分鐘後台灣交通部中央氣象局將其升格為輕度颱風；下午5時11分中國國家氣象中心跟隨，香港天文台亦在晚上10時作出此升格。聯合颱風警報中心在翌日上午5時將其升格為熱帶風暴，並表示預測路徑的不確定性很大。利奇馬在季風低壓環流的引導下緩緩向北移，但此時各國預報路徑均大幅向西修正，預測利奇馬在台灣東北方近海掠過，甚至有預報認為利奇馬將會登陸台灣。
利奇馬在缺乏引導氣流的情况下移動緩慢，更以逆時針方向轉了一圈。利奇馬因此持續受垂直風切變影響，其增強速度緩慢。8月6日上午2時33分，中國國家氣象中心將其升格為強熱帶風暴，香港天文台在上午10時跟隨，而日本氣象廳在下午2時才將其升格為強烈熱帶風暴，相較其他氣象部門滯後。此時利奇馬開始加速北移，離開垂直風切變較強的地區，加上行經海水溫度上升至攝氏31度，其增強幅度較為顯著，並發展出中心密集雲團。8月7日上午3時，日本氣象廳將利奇馬升格為颱風，之後香港天文台和聯合颱風警報中心分別在凌晨3時及5時跟隨，而中國國家氣象中心在上午5時36分將其升格為颱風，隨後利奇馬發展出風眼，台灣中央氣象局在上午8時將其升格為中度颱風。隨着垂直風切變減弱，利奇馬開始快速增強。利奇馬在副熱帶高壓脊影響下向西北移動，其直徑10海里的風眼在衛星雲圖上清晰可見。中國國家氣象中心在下午5時27分將利奇馬升格為強颱風，香港天文台亦在晚上7時將利奇馬升格為強颱風，中國國家氣象中心更在晚上11時8分將利奇馬升格為超強颱風。台灣中央氣象局在8日上午8時將其升格為強烈颱風，香港天文台亦於上午10時將其升為超強颱風。聯合颱風警報中心在下午5時將其升格為超級颱風，並表示利奇馬發展成環狀熱帶氣旋，其風眼直徑縮小至八海浬。日本氣象廳更在下午8時給予「猛烈」評級，成為該年第二個達到此評級的颱風。利奇馬在當晚稍後在宫古島和多良間島之間經過。
此時從雷達圖可見利奇馬發展出雙眼牆，表明風暴進入眼牆置換循環，其強度開始減弱，期間亦使利奇馬出現偏北路徑。聯合颱風警報中心在8月9日上午5時將其降格為颱風，台灣中央氣象局在上午11時30分將其降格為中度颱風，香港天文台亦在下午2時將其降格為強颱風。随着利奇马逐步逼近中国浙江省，8月9日晚22时20分，浙江省气象台签发台风警报单，将利奇马登陆点范围缩小为台州温岭市到玉环市一带沿海。中國國家氣象中心宣佈利奇馬在8月10日凌晨1點45分在浙江省溫嶺市沿海登陸，登陸時兩分鐘平均風速為每秒52公尺（每小時187公里）。登陸後受陸地摩擦影響，強度加速減弱。中國國家氣象中心在上午3時24分將利奇馬降格為強颱風，在兩小時後再將利奇馬降格為颱風，半小時後香港天文台跟隨。隨後，日本氣象廳在上午9時率先降格為強烈熱帶風暴，半小時後國家氣象中心跟隨，香港天文台在兩小時後跟隨，聯合颱風警報中心也於不久後將其降格為熱帶風暴。同日下午5時日本氣象廳將其降格為熱帶風暴，香港天文台在下午10時也將其降為熱帶風暴；由於利奇馬到了副熱帶高壓脊的西南端，使其轉向北移動。8月11日利奇馬短暫進入黄海後，於當日下午8時50分於山东省青岛市黄岛区再度登陸，此時兩分鐘平均風速為每秒23公尺（每小時83公里）。深夜11時，聯合颱風警報中心將其降格為熱帶低氣壓，並對其發布最後警告；之後進入渤海，強度繼續減弱，8月13日凌晨3時，日本氣象廳降格為熱帶性低氣壓。8月13日上午8时，利奇馬位於渤海东部海面，其环流中心已很难确定，国家气象中心14时对其停止编号。

### 事後調整
香港天文台在2020年7月8日公佈《2019年熱帶氣旋年刊》，把利奇馬的中心附近最高持續風速由每小時195公里向上修訂為每小時205公里。而聯合颱風警報中心在2020年9月發表的最佳路徑中，將其巔峰上調至135節（約250公里/每小時）。

## 防災措施及影響
| 排名   | 风暴名称 | 台风季 | 损失数额（2023年美元） |
| ------ | -------- | ------ | ---------------------- |
| 1      | 杜苏芮   | 2023   | 284億美元              |
| 2      | 密瑞兒   | 1991   | 224億美元              |
| 3      | 海貝思   | 2019   | 206億美元              |
| 4      | 燕子     | 2018   | 170億美元              |
| 5      | 摩羯     | 2024   | NaN美元                |
| 6      | 桑达     | 2004   | 150億美元              |
| 7      | 菲特     | 2013   | 136億美元              |
| 8      | 法茜     | 2019   | 119億美元              |
| 9      | 桑美     | 2000   | 111億美元              |
| 10     | 利奇馬   | 2019   | 111億美元              |
| 来源： |          |        |                        |

### 菲律賓
當地發出之最高颱風警報：一號風暴信號
在菲律賓大氣地球物理和天文服務管理局還沒發出熱帶氣旋警報時，因使西南季風增強，導致菲律賓多地降下大雨，造成的洪水淹沒了371個地區，主要集中在中央吕宋和馬尼拉大都會；在邦板牙省有50個村莊被淹，造成農作物的損害；熱帶氣旋加強的西南季風使在伊洛伊洛海峽的三艘船隻翻覆，造成31人確認已罹難，另有3人失蹤，大浪使達沃市有1,362人無家可歸，其中大多數為沿海的棚屋；南甘馬粦省三個鎮停課，當風暴移至巴士古以東610公里時，大氣物理暨天文管理局對巴丹群島和巴布延群岛發出一號風暴信號，隨者風暴離開責任區，大氣物理暨天文管理局除下所有風暴信號，當時風暴位於巴士古東北方645公里。

### 臺灣
當地發佈之颱風警報：海上陸上颱風警報
在中央氣象局發布颱風警報之前，綠島和蘭嶼的船班因風浪增強使部分班次停航，臺灣到馬祖的船班停航六天；在颱風警報尚未發布時，石門水庫進行的調節性放水，以增加滯洪空間；空軍司令部將花蓮空軍基地的活動取消，除花蓮空軍基地外，新北市首座滑草場的啟用活動被延後；至於遊樂區，太平山國家森林遊樂區也在8月8日中午被關閉，還有東北角的龍洞灣海洋公園與龍洞四季灣被關閉。下午17時30分中央氣象局於利奇馬移至臺北的東南東方約730公里時，發出海上颱風警報；中央氣象局更於8月8日上午8時30分針對利奇馬發布海上陸上颱風警報。
警報發布之後，經濟部開設一級災害緊急應變小組，臺北市的河川疏散門在9日被關閉，當地政府提前暫時的開放部分路段紅黃線停車，由於利奇馬可能為北部山區降下大雨，北部山區的居民進行預防性撤離；9日共有八個縣市停班停課，這八個縣市集中在北部，該日股匯市休息一日，同日高速鐵路公司停駛臺中至南港的高速鐵路班次，雖利奇馬離臺灣較遠，不過還是造成2人罹難，另有11人受傷和八萬多戶停電，彭佳嶼測站測得13級陣風，鼻頭角測站也測得11級陣風，並造成海陸交通癱瘓，有376個國際航班被取消，也有99個船班被取消；而金門受到下沉氣流影響，在下午15時19分測得攝氏39.9度高溫，是該站設站以來的最高溫紀錄。由於台灣本島與馬祖地區脫離利奇馬颱風暴風圈，因此下午8時30分解除陸上颱風警報。相隔12小時後，隨著利奇馬由浙江省進入中國大陸，中央氣象局於上午8時30分解除海上颱風警報。

### 日本
由於颱風利奇馬逼近石垣島和宮古島，前往兩地的航班均受到影響，日本越洋航空和全日空共取消60個航班，至少有148個船班被取消，由於暴風圈將橫掃八重山群島和宮古群島，當地政府對超過十萬戶發出撤離通知，宮古機場測得每秒40.1公尺陣風，而下地島機場也測得每秒38.1公尺陣風，宮古島測站測得每秒46.1公尺陣風，並在八重山群島造成4人受傷，和一萬五千餘戶停電。

### 中國大陸
當地發佈之最高熱帶氣旋警告信號： 颱風紅色預警信號
利奇馬強度達到國家氣象中心之超強颱風強度，使國家氣象中心發出颱風紅色預警信號，之後颱風在8月10日凌晨，以超強颱風強度登陸於浙江省台州温岭市城南镇，登陸的省份浙江省受災嚴重，該省已有667.9万余人受灾，並有126萬人撤離，多輛轎車泡水；利奇馬在登陸後，由南向北影響東部沿海，在山东省有165.5萬餘人受災，約有18.4萬人撤離；在中國大陸有一千餘萬人受災，1.3萬間房屋倒塌，99.6萬公頃的農田受到損壞，共造成56人罹難與14人失蹤；有些受災民眾認為實際罹難人數與失蹤人數更多，批評政府官員隱瞞災情。

### 香港
利奇馬雖然沒有直接影響香港，但受其外圍下沉氣流影響，8月8日至9日為香港帶來酷熱天氣和煙霞。有市民在酷熱天氣警告生效期間到西貢大蚊山及鴨脷洲玉桂山行山遠足時，疑中暑不適，需送院搶救治理。8月9日，香港天文台更測得35.1 ℃。為2019年最高紀錄（截至2019年8月9日）。
環境保護署表示，受超強颱風「利奇馬」下沉氣流影響轉差，8月8日「立秋」之日，天氣變得灰濛濛。吹西北風2至3級；自中午起錄得較正常為高的臭氧及粒子水平。署方指，受背景污染較高的氣團影響，日間的陽光有利光化煙霧現象，令臭氧及微細懸浮粒子在珠江三角洲區域內迅速形成，尤其在巿區部分地區及路邊，較高的臭氧水平，亦會加速二氧化氮的形成。香港多區亦被煙霞籠罩，維多利亞港及環球貿易廣場等地上空出現灰濛濛一片。

### 馬來西亞
马来西亚氣象局证实，北馬的超强暴风雨，同样是受到利奇马的风暴线，是源自面对同样状况的泰国南部暴风圈 。造成1人死亡與1人失蹤。基于天气不利于航行，当时共有21趟航班被延后，2趟航班被取消。强风不仅袭击北馬，雪蘭莪北滨海也遭殃。虽然离槟岛有300公里距离，雪州北滨海的沙白安南县内数个渔村连同遭殃，当中以新沟渔村的情况最为严重。
截止8月10日12時，玻璃市加央市區是最多屋子吹毀的區域，共有184間屋子。馬來西亞气象局于8月11日宣佈，於8月9日襲馬來西亞的利奇馬颱風影響七個州屬（玻璃市、吉打、檳城、霹靂、雪蘭莪、彭亨和登嘉樓），並對329所學校及教育機構帶來破壞，損失大約2000万令吉。
时任马来西亚首相马哈迪·莫哈末事后到访视察灾区。

## 名称退役
由于利奇马对中国大陆地区造成的严重影响，该台风名称经2020年第52届世界气象组织年会决定退役，在次年第53次世界氣象組織颱風委員會會議中通過新名由「竹節草」取代。

## 熱帶氣旋警告使用記錄

### 菲律賓
| 菲律賓大氣地球物理和天文服務管理局 風暴信號 | 菲律賓大氣地球物理和天文服務管理局 風暴信號 | 菲律賓大氣地球物理和天文服務管理局 風暴信號 |
| ------------------------------------------- | ------------------------------------------- | ------------------------------------------- |
| 上一熱帶氣旋                                | 一號風暴信號                                | 下一熱帶氣旋                                |
| 熱帶低氣壓 Goring                           | 一號風暴信號                                | 強烈熱帶風暴白鹿                            |

### 臺灣
| 交通部中央氣象局 颱風警報 | 交通部中央氣象局 颱風警報 | 交通部中央氣象局 颱風警報 |
| ------------------------- | ------------------------- | ------------------------- |
| 上一熱帶氣旋              | 海上颱風警報              | 下一熱帶氣旋              |
| 輕度颱風丹娜絲            | 海上颱風警報              | 輕度颱風白鹿              |
| 輕度颱風丹娜絲            | 陸上颱風警報              | 輕度颱風白鹿              |

### 中國大陸
| 国家气象中心 颱風預警信號 | 国家气象中心 颱風預警信號 | 国家气象中心 颱風預警信號 |
| ------------------------- | ------------------------- | ------------------------- |
| 上一熱帶氣旋              | 颱風藍色預警信號          | 下一熱帶氣旋              |
| 熱帶風暴韋帕              | 颱風藍色預警信號          | 強熱帶風暴白鹿            |
| 超強颱風山竹              | 颱風黃色預警信號          | 強熱帶風暴白鹿            |
| 超強颱風山竹              | 颱風橙色預警信號          | 颱風米娜                  |
| 超強颱風山竹              | 颱風紅色預警信號          | 強颱風巴威                |

## 外部連結
- （日語）日本氣象廳首頁 （页面存档备份，存于）
- （英文）聯合颱風警報中心首頁 （页面存档备份，存于）
- （简体中文）中央氣象台首頁
- （繁體中文）中央氣象局首頁 （页面存档备份，存于）
- （繁體中文）香港天文台首頁 （页面存档备份，存于）
- （繁體中文）澳門地球物理暨氣象局首頁 （页面存档备份，存于）
- （英文）菲律賓大氣地球物理和天文管理局首頁 （页面存档备份，存于）